# Isa Quensel

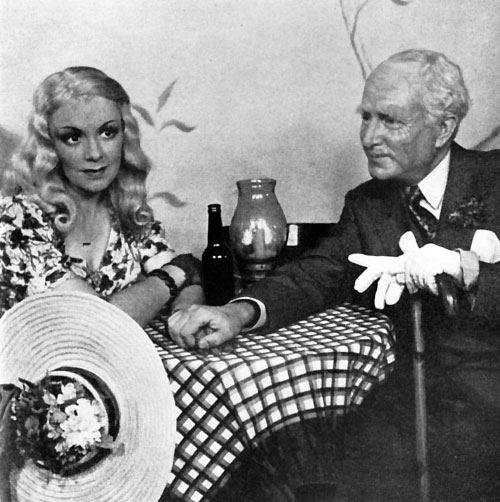
Isa Quensel y Georg Funkquist en Tre valser en 1942

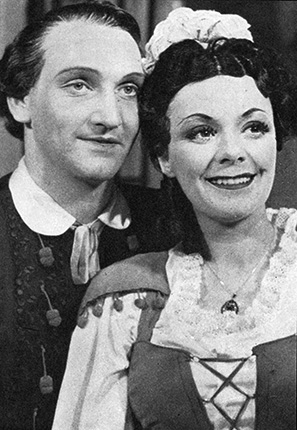
Bernhard Sönnerstedt y Isa Quensel en Las bodas de Fígaro en 1945

Isa Quensel (21 de septiembre de 1905 - 3 de noviembre de 1981) fue una cantante de ópera, actriz y directora de nacionalidad sueca.

## Biografía
Su verdadero nombre era Anna Lisa Schultz, y nació en Gotemburgo, Suecia, siendo sus padres el comerciante Robert Ferdinand Schultz y su esposa, Anna Mathilda Philip. Cursó estudios en la escuela Nya Elementarläroverket för flickor, de Gotemburgo, entre 1913 y 1924. Recibió una exclusiva educación teatral, y también se formó en música y canto en París entre 1926 y 1928, estudiando después en Estocolmo. 
En 1925, a los 20 años de edad. Ya actuó en el escenario del Blancheteatern de Estocolmo. Sin embargo, su debut real llegó en 1929 con la obra Rose-Marie, representada en el Vasateatern de la misma ciudad. A lo largo de los años llegó a actuar en la mayoría de teatros privados de Estocolmo y Gotemburgo, trabajando también en la Ópera Real de Estocolmo y en el Stadsteater de Gotemburgo. En los años 1960 también participó en obras teatrales televisadas, participando en obras como Tartufo y El enfermo imaginario (de Molière), Sällskapslek, Pojken Winslow o Markisinnan (de Noel Coward). Igualmente para la televisión, participó en las producciones Drottningens juvelsmycke (1967) y Kvartetten som sprängdes (1962). 
Isa Quensel fue también una excelente cantante de ópera (soprano), alternando a lo largo de su carrera los papeles cómicos con los dramáticos, tanto en el teatro, el cine y la ópera. Durante varios años formó parte de la compañía estable de la Ópera Real de Estocolmo, con la cual cantó papeles en Carmen, Così fan tutte, Las bodas de Fígaro, El barbero de Sevilla y La princesa gitana. En las décadas de 1960 y 1970 también fue profesora de canto y arte dramático en el Conservatorio de Estocolmo.
En el cine Isa Quensel trabajó como actriz de reparto, aunque en 1936 protagonizó la película Raggen - det är jag det. Actuó en un total de unas 60 producciones, tanto cinematográficas como televisivas. Ganó fama en 1970 por actuar en el número "Tvättomaten", que protagonizaba junto a Jan Malmsjö y Monica Nielsen.
Fue también conocida por dar voz a Krösa-Maja, doblando a Carsta Löck, en películas basadas en las historias "Emil i Lönneberga". Isa Quensel dio además voz a Faster Tilda en producciones de animación basadas en el personaje Agaton Sax.
En el otoño de 1981 iba a participar junto a Lars Humble en el concurso de la televisión sueca Kvitt eller dubbelt, pero antes de la emisión enfermó y murió. La muerte ocurrió en Lund, Suecia, y ella fue enterrada en el Cementerio de la Iglesia Stora Tuna.
Había estado casada entre 1927 y 1929 con el empresario Helge Bäckström (1901–1966), entre 1930 y 1933 con el periodista y guionista Torsten Quensel, desde 1940 a 1965 con el director teatral Lars Egge, a partir de 1971, con el artista Ulf Thurin. Fruto de su tercer matrimonio fueron su hija Lotta Rosenström y su hijo Peter Egge.

## Filmografía (selección)

### Cine
- 1931 : Kärlek måste vi ha
- 1932 : Kärleksexpressen
- 1932 : Rolfexpressen
- 1932 : Muntra musikanter
- 1933 : Kärlek och dynamit
- 1933 : Pettersson & Bendel
- 1933 : Hemslavinnor
- 1934 : Falska Greta
- 1934 : Äventyr på hotell
- 1936 : Min svärmor - dansösen
- 1936 : Raggen – det är jag det
- 1936 : Flickorna på Uppåkra
- 1937 : En flicka kommer till sta'n
- 1937 : Lyckliga Vestköping
- 1939 : Efterlyst
- 1953 : Marianne
- 1953 : Göingehövdingen
- 1955 : Enhörningen
- 1956 : Moln över Hellesta
- 1957 : Gårdarna runt sjön
- 1957 : Gäst i eget hus
- 1958 : Lek på regnbågen
- 1958 : Damen i svart
- 1958 : Laila
- 1958 : Kostervalsen
- 1958 : Körkarlen
- 1961 : Änglar, finns dom?
- 1961 : Pärlemor
- 1961 : Två levande och en död
- 1963 : Sällskapslek
- 1963 : Svärdet i stenen
- 1964 : Att älska
- 1964 : Bröllopsbesvär
- 1965 : Kattorna
- 1966 : Yngsjömordet
- 1971 : Emil i Lönneberga
- 1972 : Nya hyss av Emil i Lönneberga
- 1973 : Emil och griseknoen
- 1976 : Agaton Sax och Byköpings gästabud

### Televisión
- 1959 : Den inbillade sjuke
- 1959 : Åke och hans värld
- 1962 : Kvartetten som sprängdes
- 1965 : En historia till fredag
- 1966 : Tartuffe
- 1966 : Kalle Blomkvist
- 1967 : Drottningens juvelsmycke
- 1977 : Lära för livet
- 1977 : Ärliga blå ögon
- 1979 : Skeppsredaren
- 1982 : Barnet

## Teatro (selección)

### Actriz
- 1933 : Luftexpressen, de Alexander Lestyan y János Vaszary, Folkan[6]
- 1933 : Sverige är räddat, de Erik Lindorm, Folkan[7]
- 1935 : En förtjusande fröken, de Ralph Benatzky, dirección de Gösta Ekman (sénior), Vasateatern[8][9][10]
- 1939 : La viuda alegre, de Franz Lehár, dirección de Ragnar Hyltén-Cavallius, Ópera Real de Estocolmo[11]
- 1939 : Amelia går på bal, de Gian Carlo Menotti, dirección de Ragnar Hyltén-Cavallius, Ópera Real de Estocolmo[12]
- 1942 : Blåjackor, de Lajos Lajtai, André Barde y Lauri Wylie, dirección de Leif Amble-Naess, Stora Teatern[13]
- 1943 : Tre valser, de Oscar Straus, Paul Knepler y Armin Robinson, dirección de Leif Amble-Naess, Teatro Oscar[14]
- 1953 : Lantlollan, de William Wycherley, dirección de Sam Besekow, Alléteatern[15]
- 1954 : Lilla kommissarien, de Marcel Achard, dirección de Åke Falck, Alléteatern[16]
- 1955 : I afton kl. 8, George Dandin, Jag talar till dig, Ödets man y Familjealbumet, de Molière, William Saroyan, George Bernard Shaw y Noël Coward, dirección de Sam Besekow, Isa Quensel y Hans Lagerkvist, Alléteatern[17]
- 1956 : El diario de Ana Frank, de Frances Goodrich y Albert Hackett, dirección de Olof Molander, Intiman[18]
- 1958 : Arsénico y encaje antiguo, de Joseph Kesselring, dirección de Olof Thunberg, Intiman[19]
- 1960 : Miraklet, de William Gibson, dirección de Per Gerhard, Vasateatern[20]
- 1961 : Det är aldrig för sent, de Felicity Douglas, dirección de Åke Falck, Intiman[21]
- 1962 : Pappa, pappa, stackars pappa, mamma har hängt dig i garderoben och jag känner mig så nere, de Arthur L. Kopit, dirección de Hans Lagerkvist, Idéonteatern[22]
- 1968 : El violinista en el tejado, de Joseph Stein, Jerry Bock y Sheldon Harnick, dirección de Leon Feder, Stora Teatern[23]
- 1969 : El violinista en el tejado, de Sheldon Harnick, Joseph Stein y Jerry Bock, dirección de Henny Mürer, Stockholms stadsteater
- 1970 : La princesa gitana, de Emmerich Kálmán, Leo Stein y Béla Jenbach, dirección de Isa Quensel, Teatro Oscar[24]
- 1973 : El avaro, de Molière, dirección de Bertil Lundén, Riksteatern[25]

### Directora
- 1955 : Ödets man, de George Bernard Shaw, Alléteatern[26]
- 1970 : La princesa gitana, de Emmerich Kálmán, Leo Stein y Béla Jenbach, Teatro Oscar
- 1971 : Fair and Warmer, de Avery Hopwood, adaptación de Björn Barlach y Isa Quensel, Maximteatern[27]
- 1974 : La viuda alegre, de Franz Lehár, Victor Léon y Leo Stein, Teatro Oscar[28]
- 1975 : No, No, Nanette, de Vincent Youmans, Otto Harbach, Frank Mandel y Irving Caesar, Teatro Oscar[29][30]